# Токари (Лебединский городской совет)
Токари (укр. Токарі) — село,
Лебединский городской совет,
Сумская область,
Украина.
Код КОАТУУ — 5910590003. Население по переписи 2001 года составляло 407 человек.

## Географическое положение
Село Токари находится на левом берегу реки Псёл,
выше по течению на расстоянии в 5 км расположено село Кудановка,
ниже по течению на расстоянии в 5,5 км расположено село Кулики (Лебединский район),
на противоположном берегу — село Межирич (Лебединский район).
в 5,5 км расположен город Лебедин.
К селу примыкает лесной массив (сосна).